# Wawrzynkowate

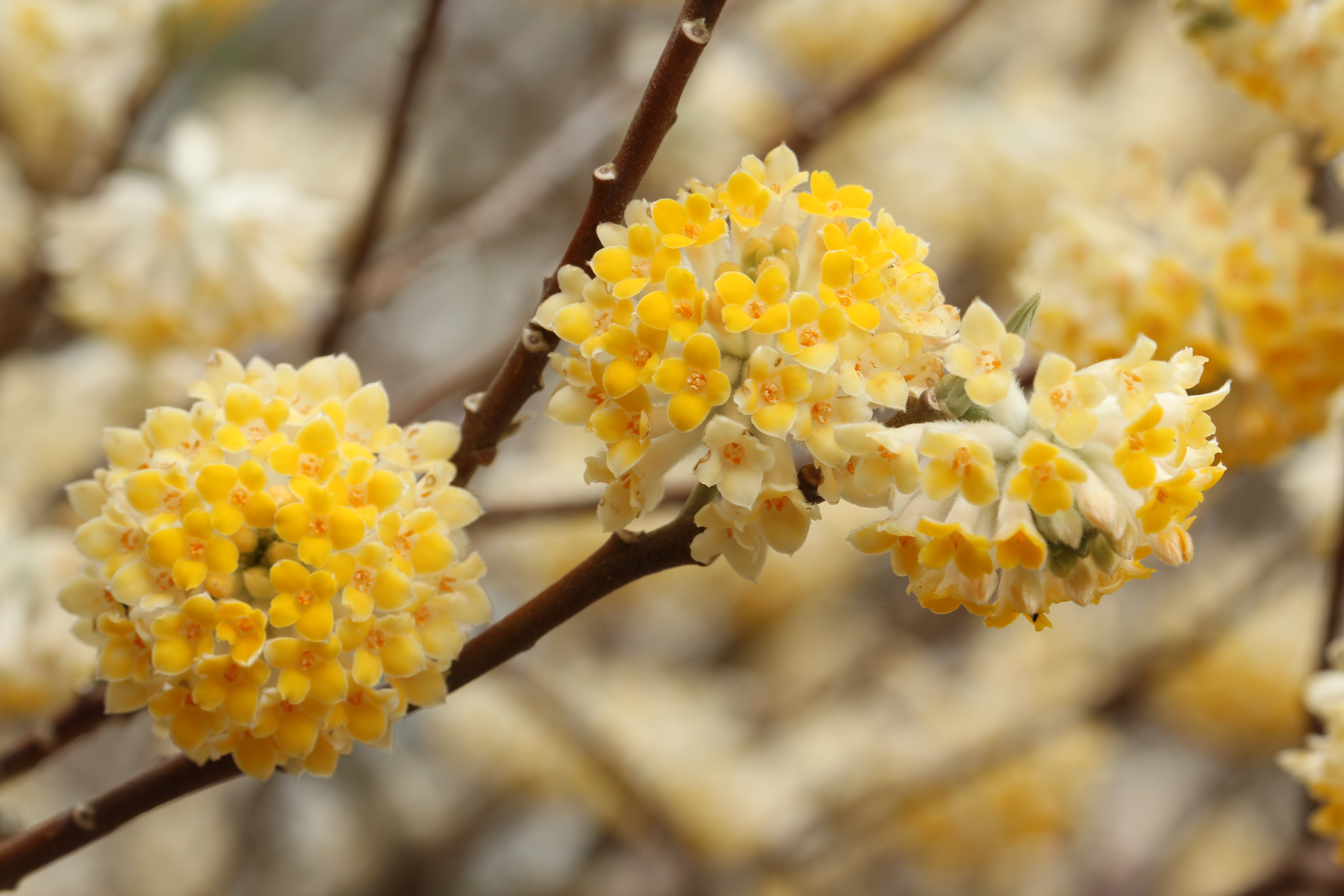
Edgeworthia chrysantha

Wawrzynkowate (Thymelaeaceae Juss.) – rodzina roślin należąca według systemu APG do rzędu ślazowców, według starszych systemów klasyfikacyjnych do rzędu wawrzynkowców (Thymelaeales). Rodzajem typowym jest wilczypieprz Thymelaea Mill. Przedstawiciele rodziny są rozpowszechnieni na świecie z wyjątkiem obszarów na północy Azji i Ameryki Północnej, Półwyspu Indyjskiego (są jednak na Cejlonie) i obszarów pustynnych w Afryce północnej i południowo-zachodniej oraz na Półwyspie Arabskim. Największe zróżnicowanie osiągają na stepach Azji, w obszarze śródziemnomorskim oraz w tropikalnej Afryce i Australii. We florze Polski rodzina reprezentowana jest tylko przez trzy gatunki należące do dwóch rodzajów – wawrzynek (Daphne) i wilczypieprz (Thymelaea). Większość przedstawicieli to rośliny światłolubne rosnące w suchych lasach i zaroślach. Wiele roślin z tej rodziny jest trująca.
Ze względu na obecność bardzo mocnych włókien łykowych kora wielu gatunków używana była do wyrobu wysokiej jakości papieru, w tym stosowanego do produkcji banknotów (np. edgeworthia papierodajna, Gnidia glauca, Wikstroemia sikokiana oraz różne gatunki wilczypieprzu w obszarze śródziemnomorskim). Z kory wielu gatunków wyrabia się liny i sznury. Szereg gatunków stosowanych jest jako rośliny lecznicze, Daphne genkwa jest bezpiecznym dla stosujących i skutecznym środkiem poronnym. Niektóre gatunki dostarczają wartościowego drewna (np. Gonostylus bancanus o lekkim drewnie). Szereg gatunków uprawianych jest ze względu na efektowne lub pachnące kwiaty (np. z rodzaju wawrzynek, Dais, Dirca, Edgeworthia, Ovidia, Stellera, Pimelia, Struthiola i Wikstroemia).

## Morfologia

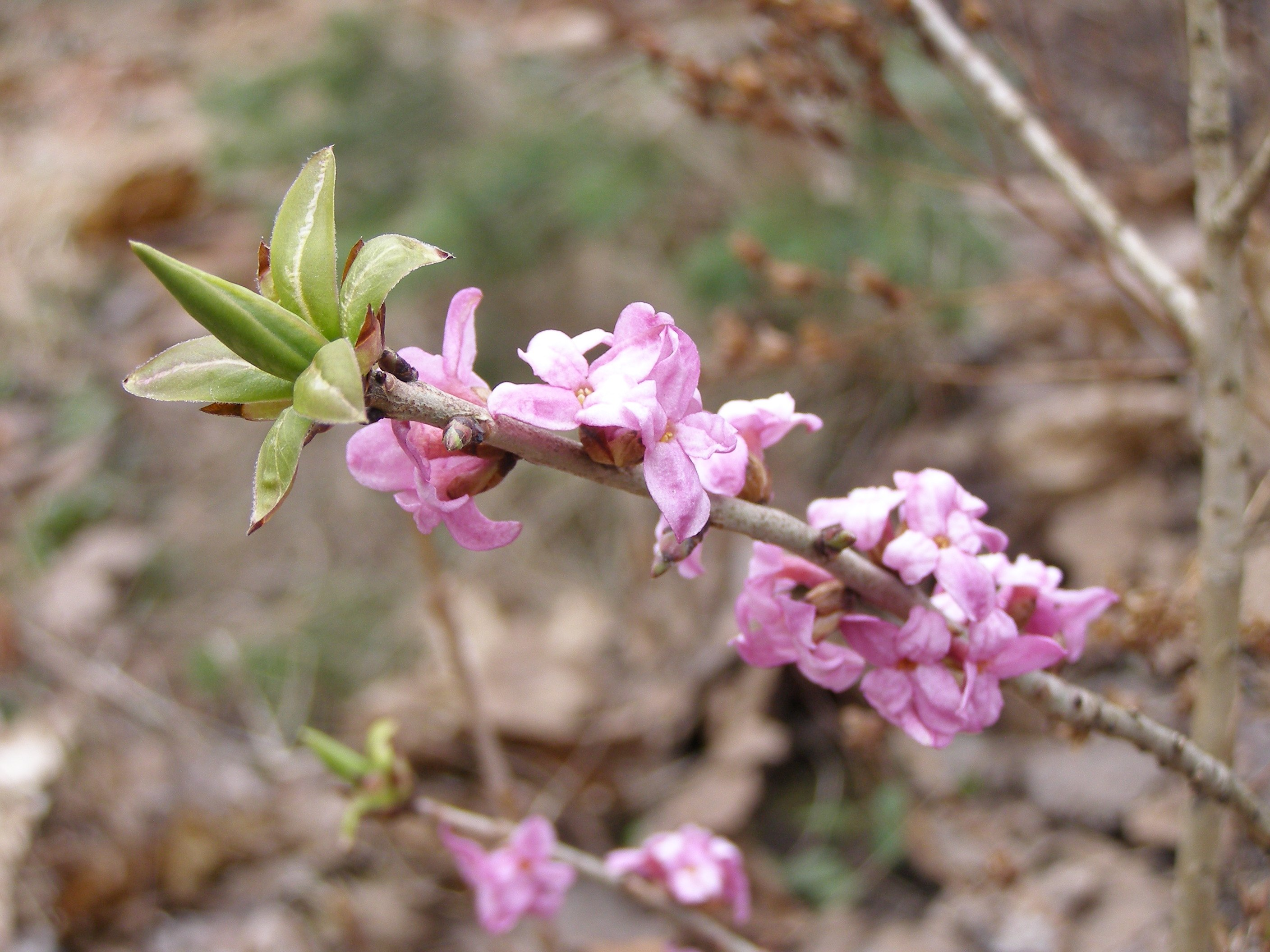
Wawrzynek wilczełyko

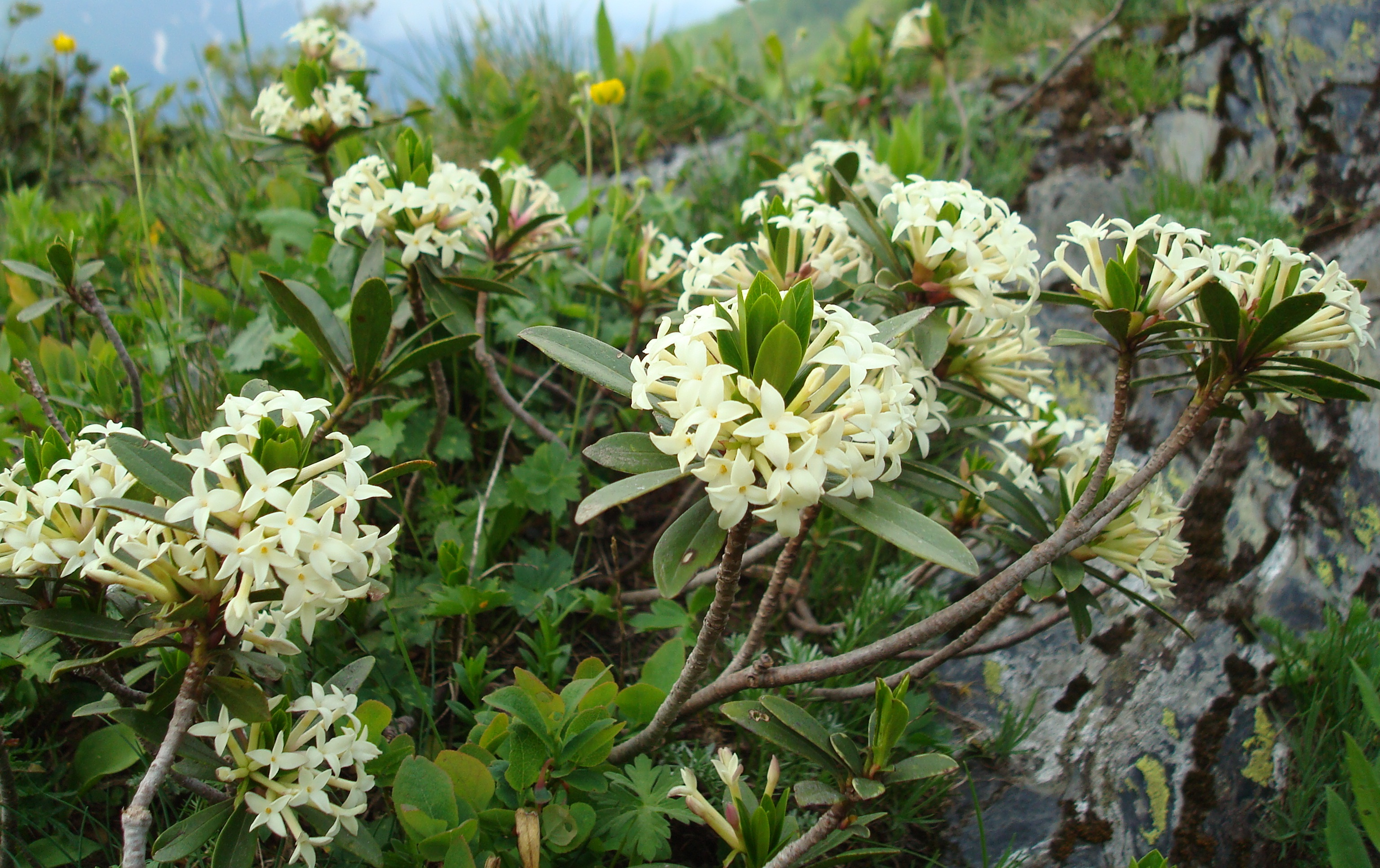
Daphne glomerata

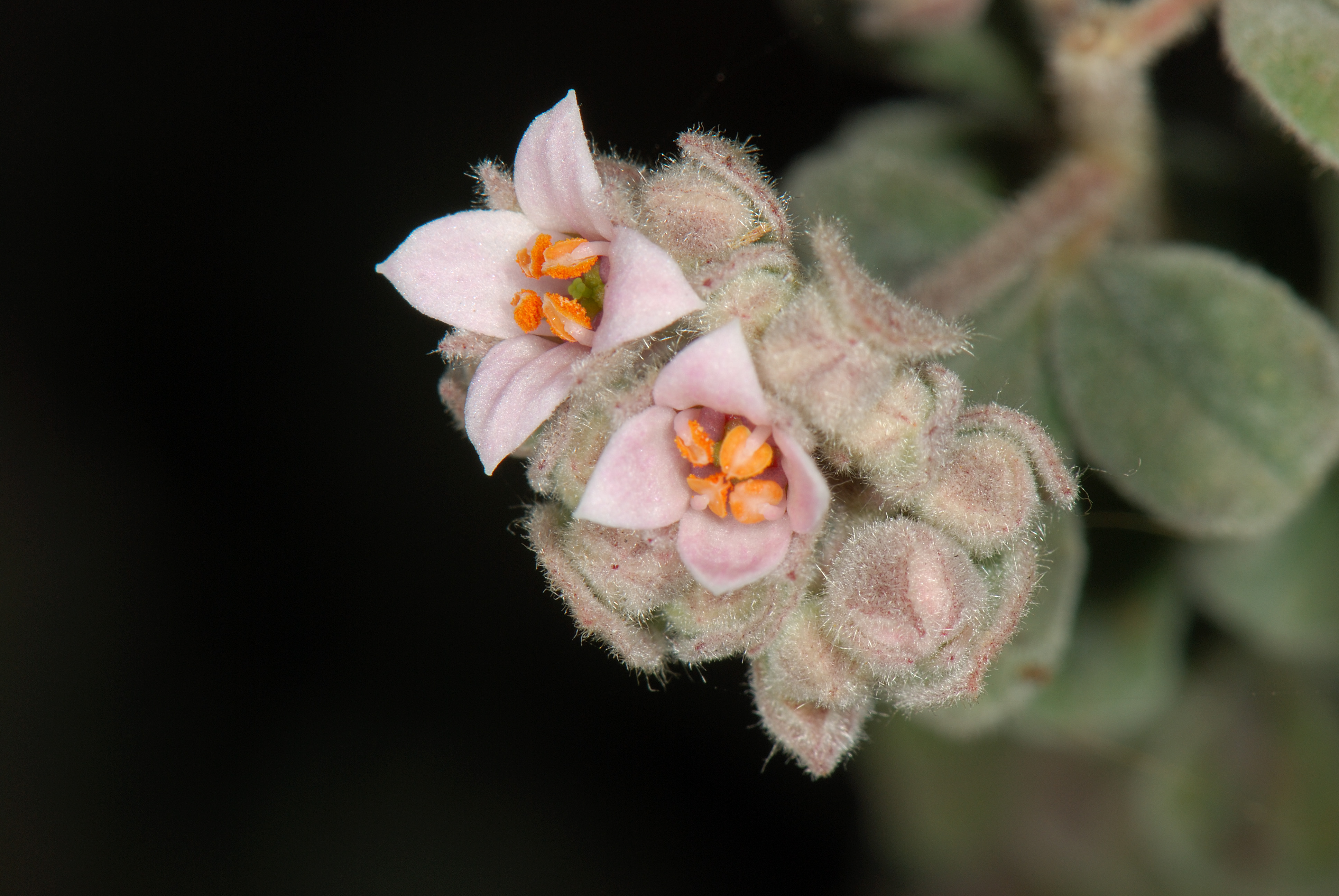
Pimelea spicata

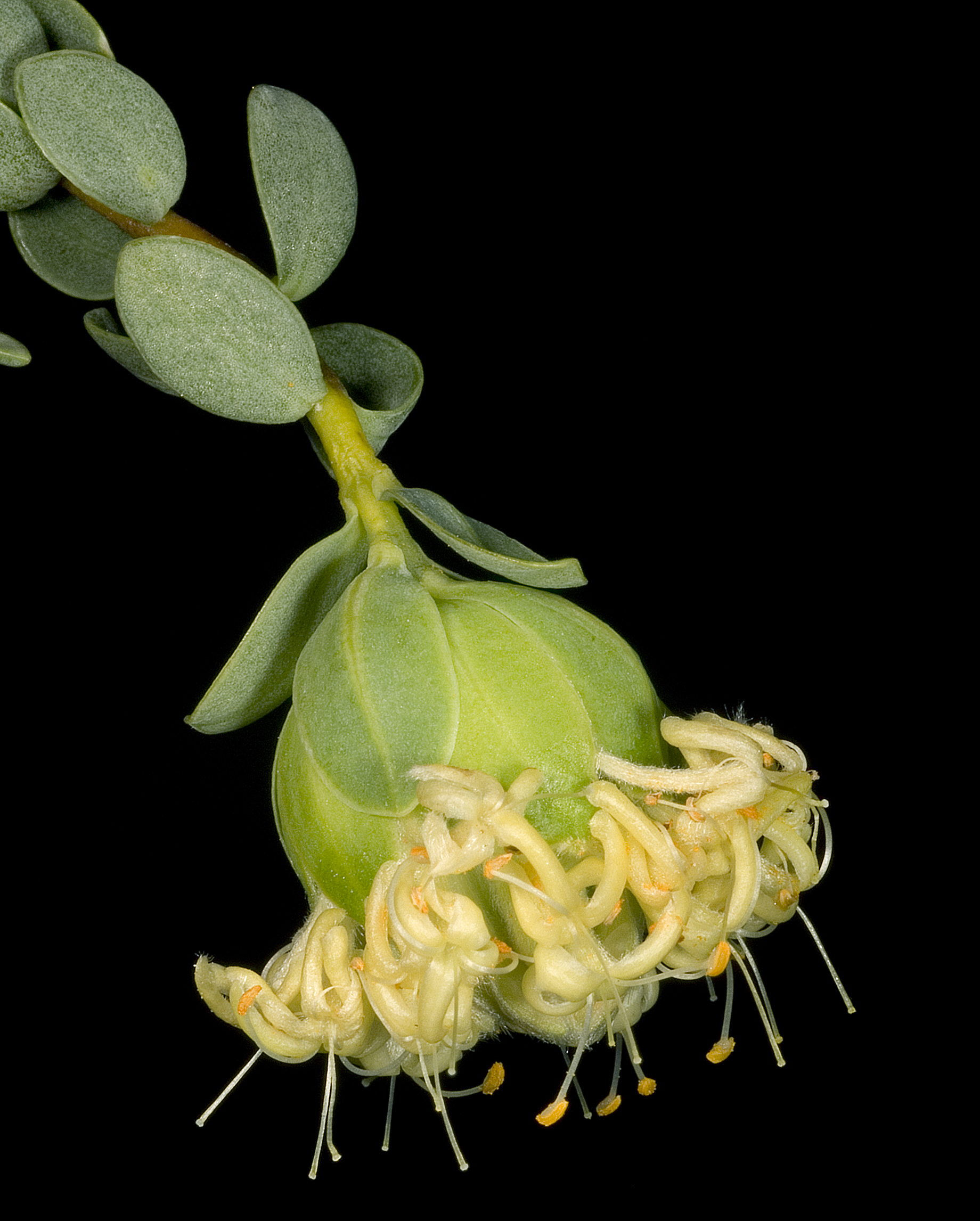
Pimelea sulphurea

PokrójGłównie krzewy, byliny i niskie drzewa, rzadko pnącza. Pędy okryte są grubą i włóknistą korą.
LiścieSkrętoległe, często naprzemianległe, rzadziej naprzeciwległe. Bez przylistków. Ogonki liściowe obecne lub liście siedzące. Blaszka liści całobrzega, niepodzielona, o użyłkowaniu pierzastym.
KwiatyObupłciowe, rzadko jednopłciowe, o symetrii promienistej. Zebrane w kwiatostany szczytowe, rzadziej wyrastające w kątach liści – wierzchotki, grona, główki, kłosy, baldachy lub pęczki. Nierzadko kwiatostany wyrastają na krótkopędach i wsparte bywają są listkami okrywy, czasem barwnymi. Kielich w dole zrosłodziałkowy w formie długiej, barwnej rurki, zwieńczony 4 lub 5 łatkami. Płatki korony są w pełni rozwinięte lub zredukowane do drobnych łusek. Jest ich zwykle dwa razy więcej niż działek kielicha. Pręciki w liczbie najczęściej wielokrotnie lub dwukrotnie większej od liczby działek, czasem pręcik jest pojedynczy lub są dwa pręciki. Nitki są wolne lub zredukowane tak, że pylniki są siedzące. Zalążnia górna jest jedno- lub dwukomorowa, siedząca lub osadzona na krótkim gynoforze. Szyjka słupka pojedyncza (dwie lub trzy występują w kwiatach rodzaju Tepuianthus), osadzona jest bocznie lub szczytowo i zwieńczona znamieniem o różnym kształcie.
OwoceNiepękające suche lub mięsiste torebki lub jagody, czasem z przegrodami wewnętrznymi dzielącymi wnętrze owocu nawet na 9 części. W czasie dojrzewania owocu rurka kielicha jest rozrywana i odpada lub zachowuje się. W nasionach bielmo jest słabo rozwinięte, za to zarodek ma okazałe, mięsiste liścienie.

## Systematyka

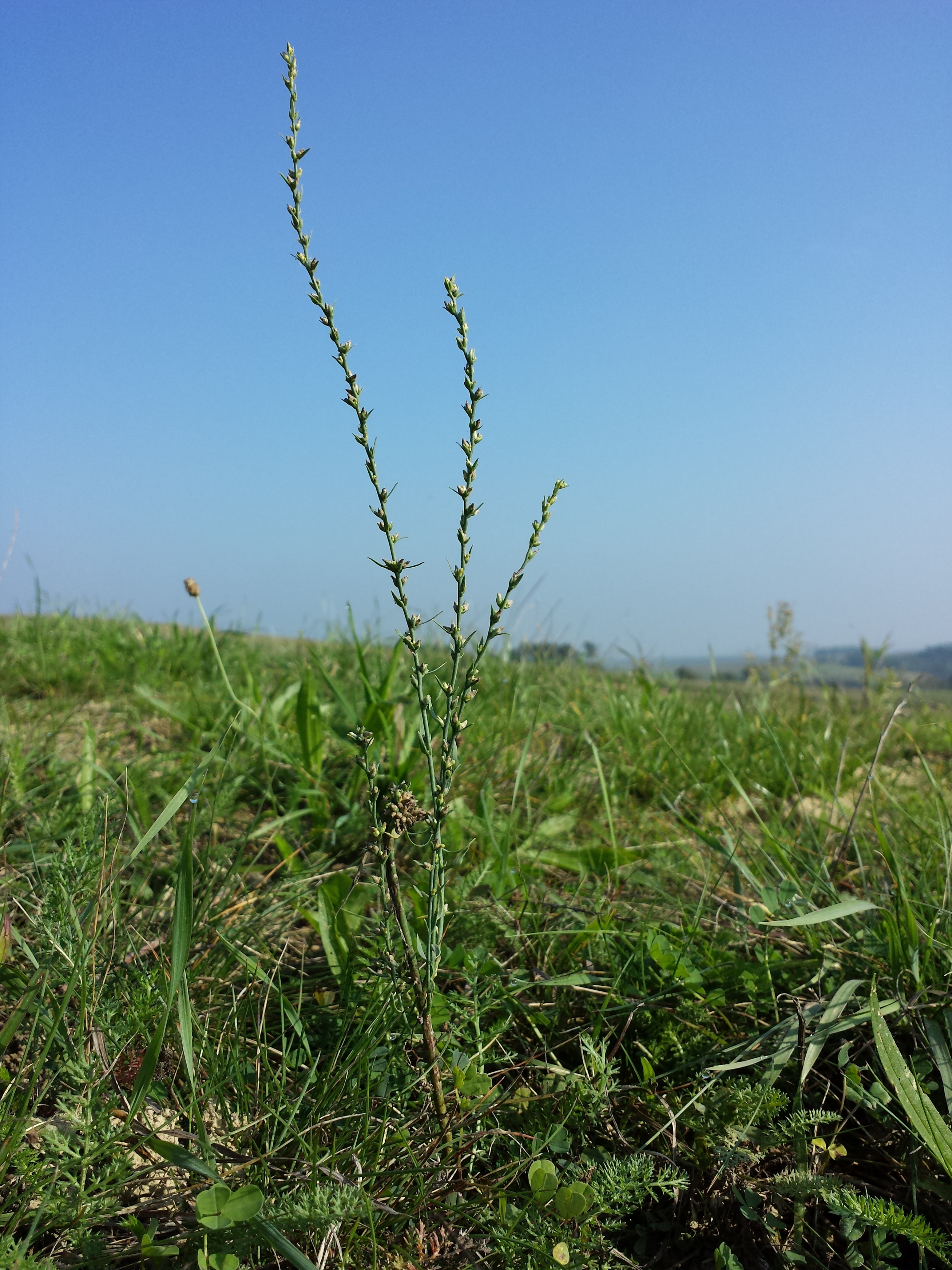
Wilczypieprz roczny

Rodzina ma stabilny charakter w różnych ujęciach systematycznych, czasem jest tylko rozdzielana na dwie rodziny: Gonystylaceae Gilg in Engl. & Prantl i Thymelaeaceae Juss. łączone jednym rzędzie wawrzynkowców (Thymelaeales). W takim ujęciu spotykanym w systemach preferujących wyróżnianie wielu drobnych rodzin i rzędów (np. system Reveala i Takhtajana) rząd odpowiada zakresem rodzinie w innych systemach. Z badań nad filogenezą rodziny wynika, że podział taki nie odzwierciedla powiązań pokrewieństwa i czyni z Gonystylaceae takson parafiletyczny. Podobieństwa, które nie przekładają się na relacje filogenetyczne były w przeszłości powodem umieszczania wawrzynkowatych w sąsiedztwie rzędu wilczomleczowców (system Takhtajana z 1997) lub umieszczania ich w obrębie rzędu mirtowców (system Cronquista z 1981).
Pozycja systematyczna według APweb (aktualizowany system APG IV z 2016)
Jedna ze starszych linii rozwojowych z rzędu ślazowców Malvales w obrębie kladu różowych roślin okrytonasiennych.
|  | Cistaceae – czystkowate                                                               |
|  |                                                                                       |
|  | \| \| Sarcolaenaceae \| \| \| \| \| \| Dipterocarpaceae – dwuskrzydłowate \| \| \| \| |
|  |                                                                                       |
|  | Sarcolaenaceae                                                                        |
|  |                                                                                       |
|  | Dipterocarpaceae – dwuskrzydłowate                                                    |
|  |                                                                                       |

|  | Sarcolaenaceae                     |
|  |                                    |
|  | Dipterocarpaceae – dwuskrzydłowate |
|  |                                    |

|  | Cistaceae – czystkowate                                                               |
|  |                                                                                       |
|  | \| \| Sarcolaenaceae \| \| \| \| \| \| Dipterocarpaceae – dwuskrzydłowate \| \| \| \| |
|  |                                                                                       |
|  | Sarcolaenaceae                                                                        |
|  |                                                                                       |
|  | Dipterocarpaceae – dwuskrzydłowate                                                    |
|  |                                                                                       |

|  | Sarcolaenaceae                     |
|  |                                    |
|  | Dipterocarpaceae – dwuskrzydłowate |
|  |                                    |

|  | Cytinaceae – morzyczystkowate |
|  |                               |
|  | Muntingiaceae – rozcięgowate  |
|  |                               |

|  | Cistaceae – czystkowate                                                               |
|  |                                                                                       |
|  | \| \| Sarcolaenaceae \| \| \| \| \| \| Dipterocarpaceae – dwuskrzydłowate \| \| \| \| |
|  |                                                                                       |
|  | Sarcolaenaceae                                                                        |
|  |                                                                                       |
|  | Dipterocarpaceae – dwuskrzydłowate                                                    |
|  |                                                                                       |

|  | Sarcolaenaceae                     |
|  |                                    |
|  | Dipterocarpaceae – dwuskrzydłowate |
|  |                                    |

|  | Cistaceae – czystkowate                                                               |
|  |                                                                                       |
|  | \| \| Sarcolaenaceae \| \| \| \| \| \| Dipterocarpaceae – dwuskrzydłowate \| \| \| \| |
|  |                                                                                       |
|  | Sarcolaenaceae                                                                        |
|  |                                                                                       |
|  | Dipterocarpaceae – dwuskrzydłowate                                                    |
|  |                                                                                       |

|  | Sarcolaenaceae                     |
|  |                                    |
|  | Dipterocarpaceae – dwuskrzydłowate |
|  |                                    |

|  | Cytinaceae – morzyczystkowate |
|  |                               |
|  | Muntingiaceae – rozcięgowate  |
|  |                               |

|  | Cistaceae – czystkowate                                                               |
|  |                                                                                       |
|  | \| \| Sarcolaenaceae \| \| \| \| \| \| Dipterocarpaceae – dwuskrzydłowate \| \| \| \| |
|  |                                                                                       |
|  | Sarcolaenaceae                                                                        |
|  |                                                                                       |
|  | Dipterocarpaceae – dwuskrzydłowate                                                    |
|  |                                                                                       |

|  | Sarcolaenaceae                     |
|  |                                    |
|  | Dipterocarpaceae – dwuskrzydłowate |
|  |                                    |

|  | Cistaceae – czystkowate                                                               |
|  |                                                                                       |
|  | \| \| Sarcolaenaceae \| \| \| \| \| \| Dipterocarpaceae – dwuskrzydłowate \| \| \| \| |
|  |                                                                                       |
|  | Sarcolaenaceae                                                                        |
|  |                                                                                       |
|  | Dipterocarpaceae – dwuskrzydłowate                                                    |
|  |                                                                                       |

|  | Sarcolaenaceae                     |
|  |                                    |
|  | Dipterocarpaceae – dwuskrzydłowate |
|  |                                    |

|  | Cytinaceae – morzyczystkowate |
|  |                               |
|  | Muntingiaceae – rozcięgowate  |
|  |                               |

|  | Cistaceae – czystkowate                                                               |
|  |                                                                                       |
|  | \| \| Sarcolaenaceae \| \| \| \| \| \| Dipterocarpaceae – dwuskrzydłowate \| \| \| \| |
|  |                                                                                       |
|  | Sarcolaenaceae                                                                        |
|  |                                                                                       |
|  | Dipterocarpaceae – dwuskrzydłowate                                                    |
|  |                                                                                       |

|  | Sarcolaenaceae                     |
|  |                                    |
|  | Dipterocarpaceae – dwuskrzydłowate |
|  |                                    |

|  | Cistaceae – czystkowate                                                               |
|  |                                                                                       |
|  | \| \| Sarcolaenaceae \| \| \| \| \| \| Dipterocarpaceae – dwuskrzydłowate \| \| \| \| |
|  |                                                                                       |
|  | Sarcolaenaceae                                                                        |
|  |                                                                                       |
|  | Dipterocarpaceae – dwuskrzydłowate                                                    |
|  |                                                                                       |

|  | Sarcolaenaceae                     |
|  |                                    |
|  | Dipterocarpaceae – dwuskrzydłowate |
|  |                                    |

|  | Cytinaceae – morzyczystkowate |
|  |                               |
|  | Muntingiaceae – rozcięgowate  |
|  |                               |

|  | Cistaceae – czystkowate                                                               |
|  |                                                                                       |
|  | \| \| Sarcolaenaceae \| \| \| \| \| \| Dipterocarpaceae – dwuskrzydłowate \| \| \| \| |
|  |                                                                                       |
|  | Sarcolaenaceae                                                                        |
|  |                                                                                       |
|  | Dipterocarpaceae – dwuskrzydłowate                                                    |
|  |                                                                                       |

|  | Sarcolaenaceae                     |
|  |                                    |
|  | Dipterocarpaceae – dwuskrzydłowate |
|  |                                    |

|  | Cistaceae – czystkowate                                                               |
|  |                                                                                       |
|  | \| \| Sarcolaenaceae \| \| \| \| \| \| Dipterocarpaceae – dwuskrzydłowate \| \| \| \| |
|  |                                                                                       |
|  | Sarcolaenaceae                                                                        |
|  |                                                                                       |
|  | Dipterocarpaceae – dwuskrzydłowate                                                    |
|  |                                                                                       |

|  | Sarcolaenaceae                     |
|  |                                    |
|  | Dipterocarpaceae – dwuskrzydłowate |
|  |                                    |

|  | Cytinaceae – morzyczystkowate |
|  |                               |
|  | Muntingiaceae – rozcięgowate  |
|  |                               |

|  | Cistaceae – czystkowate                                                               |
|  |                                                                                       |
|  | \| \| Sarcolaenaceae \| \| \| \| \| \| Dipterocarpaceae – dwuskrzydłowate \| \| \| \| |
|  |                                                                                       |
|  | Sarcolaenaceae                                                                        |
|  |                                                                                       |
|  | Dipterocarpaceae – dwuskrzydłowate                                                    |
|  |                                                                                       |

|  | Sarcolaenaceae                     |
|  |                                    |
|  | Dipterocarpaceae – dwuskrzydłowate |
|  |                                    |

|  | Cistaceae – czystkowate                                                               |
|  |                                                                                       |
|  | \| \| Sarcolaenaceae \| \| \| \| \| \| Dipterocarpaceae – dwuskrzydłowate \| \| \| \| |
|  |                                                                                       |
|  | Sarcolaenaceae                                                                        |
|  |                                                                                       |
|  | Dipterocarpaceae – dwuskrzydłowate                                                    |
|  |                                                                                       |

|  | Sarcolaenaceae                     |
|  |                                    |
|  | Dipterocarpaceae – dwuskrzydłowate |
|  |                                    |

|  | Cytinaceae – morzyczystkowate |
|  |                               |
|  | Muntingiaceae – rozcięgowate  |
|  |                               |

|  | Cistaceae – czystkowate                                                               |
|  |                                                                                       |
|  | \| \| Sarcolaenaceae \| \| \| \| \| \| Dipterocarpaceae – dwuskrzydłowate \| \| \| \| |
|  |                                                                                       |
|  | Sarcolaenaceae                                                                        |
|  |                                                                                       |
|  | Dipterocarpaceae – dwuskrzydłowate                                                    |
|  |                                                                                       |

|  | Sarcolaenaceae                     |
|  |                                    |
|  | Dipterocarpaceae – dwuskrzydłowate |
|  |                                    |

|  | Cistaceae – czystkowate                                                               |
|  |                                                                                       |
|  | \| \| Sarcolaenaceae \| \| \| \| \| \| Dipterocarpaceae – dwuskrzydłowate \| \| \| \| |
|  |                                                                                       |
|  | Sarcolaenaceae                                                                        |
|  |                                                                                       |
|  | Dipterocarpaceae – dwuskrzydłowate                                                    |
|  |                                                                                       |

|  | Sarcolaenaceae                     |
|  |                                    |
|  | Dipterocarpaceae – dwuskrzydłowate |
|  |                                    |

|  | Cytinaceae – morzyczystkowate |
|  |                               |
|  | Muntingiaceae – rozcięgowate  |
|  |                               |

|  | Cistaceae – czystkowate                                                               |
|  |                                                                                       |
|  | \| \| Sarcolaenaceae \| \| \| \| \| \| Dipterocarpaceae – dwuskrzydłowate \| \| \| \| |
|  |                                                                                       |
|  | Sarcolaenaceae                                                                        |
|  |                                                                                       |
|  | Dipterocarpaceae – dwuskrzydłowate                                                    |
|  |                                                                                       |

|  | Sarcolaenaceae                     |
|  |                                    |
|  | Dipterocarpaceae – dwuskrzydłowate |
|  |                                    |

|  | Cistaceae – czystkowate                                                               |
|  |                                                                                       |
|  | \| \| Sarcolaenaceae \| \| \| \| \| \| Dipterocarpaceae – dwuskrzydłowate \| \| \| \| |
|  |                                                                                       |
|  | Sarcolaenaceae                                                                        |
|  |                                                                                       |
|  | Dipterocarpaceae – dwuskrzydłowate                                                    |
|  |                                                                                       |

|  | Sarcolaenaceae                     |
|  |                                    |
|  | Dipterocarpaceae – dwuskrzydłowate |
|  |                                    |

|  | Cytinaceae – morzyczystkowate |
|  |                               |
|  | Muntingiaceae – rozcięgowate  |
|  |                               |

Pozycja w systemie Reveala (1993–1999)
Gromada okrytonasienne (Magnoliophyta Cronquist), podgromada Magnoliophytina Frohne & U. Jensen ex Reveal, klasa Rosopsida Batsch, podklasa ukęślowe (Dilleniidae Takht. ex Reveal & Tahkt.), nadrząd Malvanae Takht., rząd wawrzynkowce, podrząd Thymelaeinae Willk., rodzina wawrzynkowate (Thymelaeaceae Juss.).
Podział rodziny
Do rodziny należy 46–59 rodzajów. Różnice zależą od ujmowania systematycznego rodzajów, przy czym wciąż niektóre z nich wymagają rewizji taksonomicznej. W obrębie rodziny wyróżnia się trzy grupy z rodzajem Tepuianthus tworzącym klad bazalny. Wszystkie pozostałe rodzaje grupowane są w dwie podrodziny.
|  | Tepuianthus                                                                     |
|  |                                                                                 |
|  | \| \| Octolepidoideae Gilg \| \| \| \| \| \| Thymelaeoideae Burnett \| \| \| \| |
|  |                                                                                 |
|  | Octolepidoideae Gilg                                                            |
|  |                                                                                 |
|  | Thymelaeoideae Burnett                                                          |
|  |                                                                                 |

|  | Octolepidoideae Gilg   |
|  |                        |
|  | Thymelaeoideae Burnett |
|  |                        |

Rodzaj: Tepuianthus Maguire & Steyermark – 7 gatunków drzew i krzewów występujących na wyżynach północno-wschodniej części Ameryki Południowej
Podrodzina: Octolepidoideae Gilg (syn. Gonystylaceae van Tieghem) – zasięg obejmuje obszar od tropikalnej Afryki, poprzez Madagaskar, Malezję, Australię po wyspy Pacyfiku.
- Aetoxylon (Airy Shaw) Airy Shaw
- Amyxa van Tieghem
- Arnhemia Airy Shaw
- Deltairia Steenis
- Gonystylus Teijsmann & Binnenden
- Lethedon Sprengel
- Octolepis Oliver
- Solmsia Baillon

Podrodzina: Thymelaeoideae Burnett – głównie tropikalna Afryka i Australia, przedstawiciele występują poza tym jednak niemal na całym świecie z wyjątkiem stref okołobiegunowych.
Plemię: Synandrodaphneae
- Synandrodaphne Gilg

Plemię: Aquilarieae
- Aquilaria Lamarck
- Gyrinops Gaertner

Plemię: Daphneae

- Craterosiphon Engler & Gilg
- Dais L.
- Daphne L. – wawrzynek
- Daphnopsis Martius
- Diarthron Turczanowicz
- Dicranolepis Planchon
- Dirca L. – dirka[9]
- Drapetes Lamarck
- Edgeworthia Meisner – edgeworthia
- Enkleia Griffith
- Funifera C.A. Meyer
- Gnidia L. – ścigłówka
- Goodallia Bentham
- Jedda J.R. Clarkson
- Kelleria Endlicher
- Lachnaea L.
- Lagetta de Jussieu
- Lasiadenia Bentham
- Linodendron Grisebach
- Linostoma Endlicher
- Lophostoma (Meisner) Meisner
- Ovidia Meisner
- Passerina L.
- Peddiea Hooker
- Phaleria Jack
- Pimelea Gaertner
- Rhamnoneuron Gilg
- Schoenobiblus Martius
- Stellera L.
- Stephanodaphne Baillon
- Struthiola L.
- Synaptolepis Oliver
- Thymelaea Miller – wilczypieprz
- Wikstroemia Endlicher